# 青葉神社
青葉神社（あおばじんじゃ）は、宮城県仙台市青葉区青葉町にある神社である。旧社格は県社。1874年に創建され、武振彦命（たけふるひこのみこと、仙台藩祖伊達政宗の神号）を祀る。江戸時代後期から明治時代初期に流行した藩祖を祀った神社のひとつ。

## 歴史

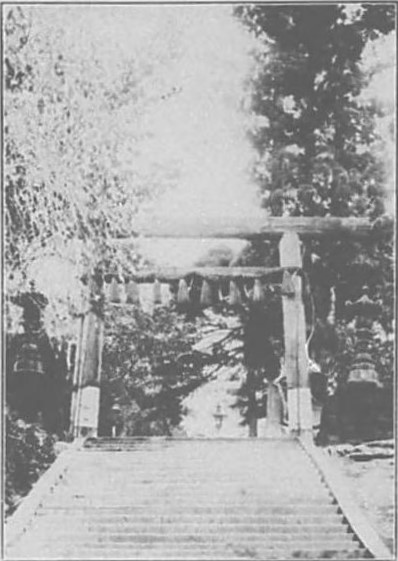
1912年（明治45年）頃の青葉神社

1873年（明治6年）10月14日、旧藩士の松本喜蔵、丹野彦三郎・小泉長善を総代とした住民が、伊達政宗を祀る神社を建設する許可を宮城県に願い出た。松本らの言うところでは、天保の初年（1831年頃）、政宗を祀る神社を建てる許しを当時の藩主伊達斉邦が朝廷から得た。仁孝天皇の勅額をもって、城に近い亀岡に社を築く計画だったが、なぜか中止になった。今、士民は貞山講という講を結び、忌日ごとに廟（瑞鳳殿）に集まり酒餞を供している。朝廷が許容してくれれば神明社（現在の桜岡大神宮）の隣に社壇を設け神祭したいという。宮城県は意見を付けずに教部省にとりつぎ、教部省が賛成して、12月22日に太政官が建設を許可した。この年には徳川家康を祀る日光東照宮が別格官幣社に認められており、諸藩の藩祖を祀る神社の創建申請が翌年にかけて全国で相次いでいた。
実際に神社が建てられたのは、仙台城の城下町を南北に貫いて北に向かう奥州街道（通町筋）が、北山丘陵にぶつかって東に向きを変えるところであり、すなわち、城下一の繁華街であった国分町から一直線に北に向かった突き当たりである。ここには伊達家の菩提寺で北山五山の中心の東昌寺があったが、東昌寺の敷地の西側3分の2が青葉神社に提供され、東昌寺の建物はその東側の満勝寺跡地寄りの現在地に移された。
1874年（明治7年）6月25日に県社に列格されたのを機に、同年7月1日より創営に着手。本殿・拝殿・神楽殿・社務所等を建設し、同年11月11日に落成、同年11月15日に鎮座祭を執り行った。
その後、1922年（大正11年）より社殿の改築を行い、1927年（昭和2年）に現在の社殿が完成した。
1930年（昭和15年）には別格官幣社に列してほしいという請願があり、貴族院の賛成議決を得たが、他の功臣を祀る神社との権衡がとれないという理由で内務省が反対し、実現しなかった
2011年3月11日に起こった東日本大震災では、鳥居が倒壊する被害を受けた。
現在の宮司は、仙台藩家老・白石城主片倉家の17代当主である。ゲーム『戦国BASARA』のヒットにより、登場キャラクターである片倉小十郎の子孫に会うことを目的に当社を訪れる女性（歴女）が増加した。

### 年表
- 1873年（明治6年）10月14日 - 松本喜蔵らが社壇の建設と神祭の許可を宮城県に請願。
  - 　11月21日 - 宮城県が教部省に願書を取り次ぐ。
  - 　12月5日 - 教部省が太政官に創建を許可し社号を後で決定することを求める伺を提出。
  - 　12月22日 - 太政官が教部省の伺の通りと決定。

## 境内社
境内社として伊達政宗の家臣を祀る祖霊社がある。他に、政宗の正室・愛姫（めごひめ）を祀る愛姫神社があったが、現在は本殿に合祀されている。

## 祭典
現在、5月に行われている「仙台・青葉まつり」は、伊達政宗の命日の5月24日に当社が執り行っている春の例大祭に由来する。明治に入って同社が創建されると、江戸時代に盛んだった仙台東照宮の「仙台祭」よりも、当社の春の例大祭が「青葉祭り」と呼ばれて市民総出の祭りとなり、昭和40年代後半まで続いた。その後、1985年（昭和60年）の伊達政宗没後350年に、仙台市が当社の例大祭と分離して始めたのが「仙台・青葉まつり」である。
- 春の大祭 - 5月24日・25日（5月24日は伊達政宗の命日）
- 例祭 - 伊達政宗が中納言に任命された日を新暦に換算した10月9日・10日に催される。
- 夏越しの大祓い - 6月30日
- 年越しの大祓い - 12月24日

その他、伊勢神宮地方と同じ様に、毎月初めの午前10時から「朔日（ついたち）参り」の祓いが今も続けられている。

## 門前町
青葉神社は仙台市都心部の北、北仙台地区の西の北山丘陵上にある。同丘陵上には北山五山と呼ばれる仏閣が建ち並んでいる。当社の門前から南に続く道は青葉神社通りと呼ばれ、約2km南にある都心部の歓楽街・国分町に一直線に繋がる。

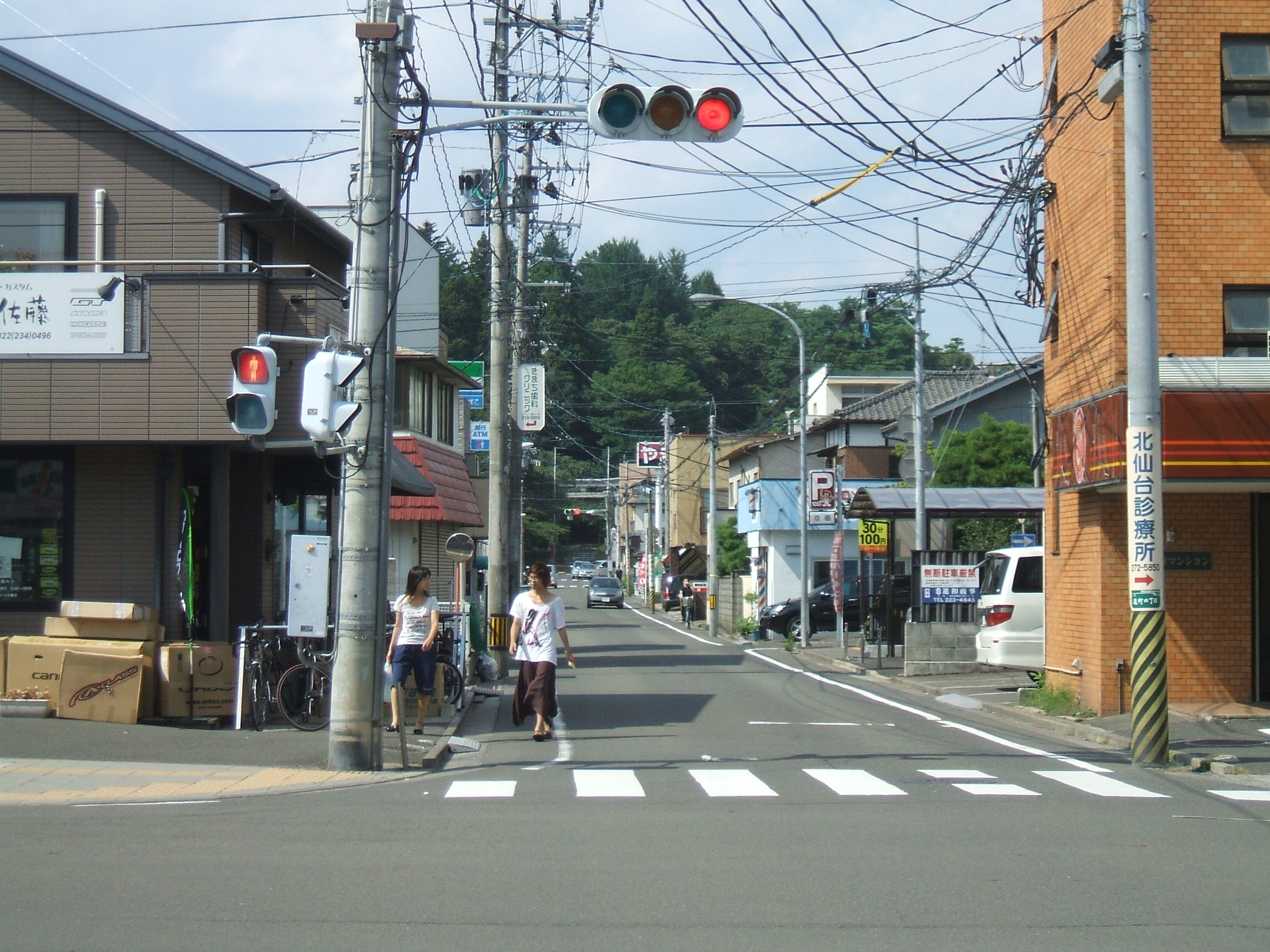
現在の青葉神社通り

参道は旧奥州街道に続くため商家が建ち並んでいた。また、仙台軌道（後に仙台鉄道と改称）の仙台側のターミナル駅である通町駅が門前町に設置されたことで賑わいを見せた。しかし、1929年（昭和4年）に仙山東線の北仙台駅が開業し、また、1937年（昭和12年）の仙台市電・北仙台線開設の際、勾当台通りが旧奥州街道と並走して北に延長されて市電が施設され、通町駅も廃止となると、ターミナルの地位は北仙台駅に、メインストリートの地位も勾当台通に移り、当社の門前町は次第に裏道のようになってしまった。それでも仙台市営バスや宮城交通が門前町を数多く通っていたため命脈を保っていたが、1987年（昭和62年）の仙台市営地下鉄南北線の開通や、1990年代からの県道大衡仙台線の建設に伴って、青葉神社通りを通過するバスは廃止（北山・子平町線）され、現在は商店も疎らな地区になってしまった。
- 1922年（大正11年）10月6日に仙台軌道・通町駅が門前に開業。
- 1929年（昭和4年）9月29日に仙山東線（現仙山線）の北仙台駅が開業
- 1937年（昭和12年）2月、仙台鉄道の通町 - 北仙台間が廃止。
- 1968年（昭和43年）2月1日、新住居表示制度により、青葉神社周辺が「青葉町」となる。
- 1981年度（昭和56年度）に、旧奥州街道の青葉神社門前から北四番丁通りまでの区間を「青葉神社通り」と命名される。

## アクセス
- JR仙山線・北仙台駅より徒歩で5分。
- 仙台市地下鉄南北線・北仙台駅の南1出口より徒歩で5分。
- 駐車場：無料[8]